# Cornice (Sesta Godano)
Cornice è una frazione di 17 abitanti nel comune di Sesta Godano, nell'alta Val di Vara, in provincia della Spezia.

## Geografia fisica
Il paese sorge su un colle di modeste dimensioni, dal quale è possibile avere una visione a 360 gradi di Brugnato, Borghetto di Vara e della valle del torrente Mangia. Dista dal capoluogo comunale circa 10 chilometri.

## Storia
Secondo alcuni studiosi Cornice sarebbe di origine bizantina, con una struttura fortificata contrapposta a quella di Bozzolo, di probabile fondazione longobarda.
La prima attestazione del borgo risale al 1027, divenne poi parrocchia nel 1133 quando l'abbazia di Brugnato, dalla quale dipendeva, fu elevata a sede vescovile, in quel periodo il borgo aveva una certa importanza. Purtroppo non resta niente del castello, citato in alcuni documenti del 1299.
Quando i Cerchi, nel Trecento, scapparono da Firenze e fondarono il paese di Mangia, chiesero la protezione di Cornice, sede di un gruppo di Cavalieri di Ventura.
Durante la dominazione della Serenissima Repubblica che si andò rafforzando nel corso dei secoli, con il progressivo indebolimento della influenza in Val di Vara dei Malaspina, Cornice costituì un consolato a sé, rispetto alla podesteria di Godano, con giurisdizione sulla vicina Mangia, dipendenti entrambe dal Capitanato di Levanto. Risale al 1806 l’aggregazione del borgo al Comune di Godano al quale solo successivamente subentrerà, diventando il capoluogo amministrativo, Sesta.
Il 23 gennaio 1945, durante la seconda guerra mondiale, si consumò un eccidio che vide come vittima il 35enne Giobatta Righetti (nato il 05/03/1909), contadino, “Guardia Civica” della IV Zona Operativa; una lapide in paese ricorda l'evento.

## Monumenti e luoghi d'interesse

### Architetture religiose
- Chiesa parrocchiale di San Colombano Abate, consacrata il 26 giugno 1667 dal vescovo di Brugnato G.B. Di Dieci nonostante fosse divenuta sede di parrocchia già nel 1133 quando l'abbazia di Brugnato, dalla quale dipendeva, fu elevata a sede vescovile. Da alcuni documenti importanti come l'estimo delle chiese della diocesi di Brugnato, redatto nel 1451 dal vescovo Antonio Uggeri, risulta che Cornice era un centro importante poiché pagava ogni anno un tributo rilevante di due lire e dieci soldi. Conserva al suo interno l'altar maggiore in marmo costruito nel 1708 e pregevoli tele del XVIII secolo.[5]
- Oratorio della Santissima Annunziata.[5]

## Festività
La domenica dopo il 13 giugno si festeggia Sant'Antonio da Padova. Si festeggia anche la Madonna della Guardia, l'ultima domenica di agosto. Il 23 novembre si celebra san Colombano abate, titolare della parrocchia.